# Of a time
Of a time is een studioalbum van Strawbs. In juli 1968 kreeg de toen nog pure folk spelende muziekgroep Strawbs 15.000 Britse ponden om hun eerste “eigen” album op te nemen. Dit naar aanleiding van All Our Own Work met Sandy Denny en Strawbs eerste single Oh, how she changed (februari 1968). Voor die single hadden ze Gus Dudgeon als muziekproducent weten te strikken. Als geluidstechnicus werd Tony Visconti ingeschakeld, die tevens voor een arrangementen kon zorgen. De opnamen liepen wat uit tot 20.000 Britse ponden, maar de groep was tevreden over het album. Het platenlabel A&M Records (of althans de Amerikaanse baas daarvan) vond het niet veel soeps.
De opnamen verdwenen deels op de plank en Strawbs ging opnieuw de geluidsstudio in voor wat uiteindelijke Strawbs zou worden. De oorspronkelijke opnamen verdwenen uit zicht, om pas weer veel later in de 20e eeuw weer tevoorschijn te komen. De enige (bijna) permanente lid Dave Cousins poetste ze op en bracht ze als archiefmateriaal uit. Een deel verscheen al op Strawberry Music Sampler No. 1.

## Musici
De musici zijn grotendeels gelijk aan die meespeelden op Strawbs

## Muziek
| Nr. | Titel                                                           | Duur |
| --- | --------------------------------------------------------------- | ---- |
| 1.  | Where is this dream of your youth?                              | 3:05 |
| 2.  | Poor Jimmy Wilson                                               | 2:41 |
| 3.  | Just the same in every way                                      | 2:55 |
| 4.  | Tell me what you see in me                                      | 5:05 |
| 5.  | Stay awhile with me                                             | 2:40 |
| 6.  | The man who called himself Jesus                                | 3:30 |
| 7.  | And you need me                                                 | 3:13 |
| 8.  | All the little ladies                                           | 2:46 |
| 9.  | Ah me, ah my                                                    | 1:23 |
| 10. | And you need me (reprise)/Josephine, for better or for worse    | 4:29 |
| 11. | Whichever way the wind blows                                    | 2:50 |
| 12. | Sweetling                                                       | 2:43 |
| 13. | All I need is you (nooit uitgebrachte tweede single)            | 2:59 |
| 14. | How everyone but Sum was a hypocrite (B-kant tweede single)     | 2:45 |
| 15. | Oh, how she changed (remix 2006, eerste single)                 | 2:55 |
| 16. | Or am I dreaming (remix 2006, B-kant eerste single)             | 2:27 |
| 17. | The man who called himself Jesus (remix 1971)                   | 3;34 |
| 18. | Whichever way the wind blows (alternatieve opname)              | 2:50 |
| 19. | And you need me (alternatieve opname)                           | 3;13 |
| 20. | Just the same in every way (alternatieve opname)                | 2:59 |
| 21. | Poor old man (gesproken tekst)                                  | 1:00 |
| 22. | The man who called himself Jesus (interview met Richard Wilson) | 1:39 |
| 23. | Ed Sullivan (imiteert Tony Visconti)                            | 1:21 |
| 24. | Young again (alternatieve opname)                               | 3:00 |